# Стич
Стич (енгл. Stitch), познат и као Експеримент 626 (енгл. Experiment 626), је измишљени лик из Дизнијевог филма Лило и Стич (2002). Представља генетски модификованог ванземљаца налик плавој коали.

## Опис
Стича је креирао др Џамба Џукиба да изазове хаос широм галаксије. Стича карактерише несташном понашање, које се допало девојчици са Хаваја по имену Лило, која га усваја као свог „пса”. Стич еволуира од безбрижног, деструктивног створења до бића пуне љубави, самосвеснијег, које ужива у друштву своје породице на Земљи.

## Приказивање
- Лило и Стич (2002)
- Лило и Стич: Серија (2003—2006)
- Лило и Стич (2025)